# (5120) Bitias
(5120) Bitias (1988 TZ1) – planetoida z grupy trojańczyków okrążająca Słońce w ciągu 12,18 lat w średniej odległości 5,29 j.a. Odkryta 13 października 1988 roku.